# Zingiber chlorobracteatum
Zingiber chlorobracteatum là một loài thực vật có hoa trong họ Gừng. Loài này được John Donald Mood và Ida Theilade miêu tả khoa học đầu tiên năm 1999.

## Mẫu định danh
Mẫu định danh như dưới đây, được lưu giữ tại Đại học Aarhus, Đan Mạch (AAU):
- Holotype Mood J.D. 799; thu thập ngày 15 tháng 2 năm 1994 ở cao độ 810 m, tọa độ 5°38′18″B 116°27′50″Đ / 5,63833°B 116,46389°Đ, khu vực Trus Madi, 16 km từ Tambunan trên sông Kangaran, phía sau Kampung Kangaran, bang Sabah, Malaysia.
- Paratype Mood J.D. 558; thu thập ngày 23 tháng 1 năm 1993 ở cao độ 700 m, tọa độ 5°28′21″B 116°15′35″Đ / 5,4725°B 116,25972°Đ, Ulu Apin Apin, bang Sabah, Malaysia.

## Phân bố
Loài này có trên đảo Borneo, tại bang Sabah, Malaysia. Loại cây thảo lâu năm này có các chồi lá cao tới 1,8-2,5 m, được ghi nhận ở cao độ 700–810 m. Nó mọc trên các ngọn đồi trong các khu rừng thứ sinh bị khai thác gỗ, chủ yếu là gần các sông suối.

## Mô tả
Cụm hoa hình thoi thanh mảnh với các lá bắc màu vàng-xanh lục.